# Parringsvalg
Parringsvalget er valget af hvilken modsat kønnet individ, et individ vælger at parre sig med. Parringsvalget har betydning for arternes udvikling, da det kun er de dyr (og mennesker) som parrer sig, der får afkom og fører deres gener videre.
| Biologi | Spire Denne artikel om biologi er en spire som bør udbygges. Du er velkommen til at hjælpe Wikipedia ved at udvide den. |